# یوو هویلی
یوو هویلی (انگلیسی: Yu Huili؛ زادهٔ ۵ اکتبر ۱۹۸۲) بازیکن سافت‌بال زن اهل چین بود. در بازی‌های المپیک تابستانی ۲۰۰۴ شرکت کرده‌است.